# اگنجن کرژیچ
اگنجن کرژیچ (انگلیسی: Ognjen Kržić؛ زادهٔ ۱۳ مارس ۱۹۶۹) بازیکن واترپلو اهل کرواسی است.